# Santa Juana (Čile)
Santa Juana je mesto v Čilu. Mesto obsega 731 km2, leta 2002 je imelo 13.147 prebivalcev.